# Der silberne Jaguar
Der silberne Jaguar ist ein Jugendroman des deutschen Schriftstellers Hermann Schulz, der im Jahr 2007 beim Carlsen Verlag veröffentlicht wurde.

## Inhalt
Der junge Deutsche Rufus Flint soll als Wiedergutmachung für einen Vorfall mit einem gehbehinderten Mann, der sich als der neue Direktor seiner Schule entpuppt, zusammen mit seiner sozial engagierten Tante nach Belarus reisen, um dort einen Rollstuhl für eine invalide Frau abzuliefern. Mit dem Chef einer Autowerkstätte, für den Rufus arbeitet, motzt er den Rollstuhl ordentlich auf und bringt ihn auf Hochglanz.
Zwar sieht die Aufgabe einfach aus, die Übergabe des Rollstuhls entwickelt sich allerdings zu einem regelrechten Abenteuer: In Svetlagorsk angekommen wird der Rollstuhl gestohlen. Rufus trifft beim Joggen auf eine Gruppe belarussischer Jugendlicher, die anfangs misstrauisch auf den jungen Deutschen reagieren, was nicht verwunderlich ist, sind doch Bespitzelung und Verfolgung in Belarus allgegenwärtig. Was Rufus nicht weiß: Die Jugendlichen haben den gestohlenen Rollstuhl ihrerseits vom ursprünglichen Dieb entwendet, fahren sie doch in ihrer Freizeit – im Andenken an ihren ehemaligen, inzwischen an den Folgen des Reaktorunfalls in Tschernobyl verstorbenen Anführer – Rennen mit ausgemusterten Rollstühlen aus einem nahegelegenen Krankenhaus. Der ‚silberne Jaguar‘, wie die Jugendlichen Rufus’ Rollstuhl taufen, kommt ihnen auf Grund seiner Wendigkeit und Perfektion sehr gelegen. Rufus und seine Tante schalten die Polizei ein, doch sie bekommen nicht gerade den Eindruck, dass ihnen die Beamten hilfreich sein werden. Rufus freundet sich mehr und mehr mit den jungen Studenten an, von denen er viel über das fremde Land und die Schwierigkeiten für seine Bewohner erfährt. Rufus interessiert sich besonders für die hübsche Jana, die seine Liebe erwidert. Als der Onkel eines der Jugendlichen den silbernen Jaguar in seiner Garage versehentlich entdeckt, verschenkt er diesen an ein Krankenhaus. Der Geschäftsführer des Spitals, der gleichzeitig Polizeispitzel ist, lässt diesen abholen und bemerkt, dass er nagelneu und aus dem Westen kommt. Er meldet es der Polizei und der Rollstuhl wird von dieser beschlagnahmt. Jana schafft es, dass sich die Leiterin des Krankenhauses beim Polizeichef, den sie vor einiger Zeit erfolgreich operiert hat, einsetzt, den Rollstuhl zurückbekommt und an Rufus übergibt. Schließlich kann Rufus den Rollstuhl an die Adressatin, die junge, schöne Ala Metwenko übergeben. Rufus bittet Jana, mit ihm nach Deutschland zu kommen, doch sie fühlt sich verpflichtet, beim Aufbruch ihres Landes in eine neue Zeit dabei zu sein. Sie ersucht ihn stattdessen, sie möglichst bald wieder besuchen zu kommen.

## Hintergrund
Hermann Schulz besuchte 2006 selbst Belarus und brachte einen Rollstuhl für Bedürftige mit, der gleich in der ersten Nacht gestohlen wurde. Im Unterschied zu seinem Roman sah Schulz seinen Rollstuhl nicht wieder.

## Rezeption
Christa Stegmann schreibt in ihrer Rezension: „Hermann Schulz, selbst in Ostafrika geboren, thematisiert in seinen Büchern häufig gesellschaftliche Außenseiter, Benachteiligte und Randgruppen, Menschen in schwierigen Lebenssituationen … Rufus kehrt aus dem Land, in dem krasse soziale Gegensätze das Leben aller bestimmen, als ein Erwachsener nach Hause zurück.“ Frank Becker schreibt in den Musenblättern: „Hermann Schulz´ Thema, das sich durch viele seiner Bücher zieht, ist die Selbstfindung junger Menschen. So auch hier bei der Begegnung eines Jungen aus einem Land mit Wohlstand und Meinungsfreiheit und eines Mädchens, das seinen Weg in einem unterdrückten Land finden muß. Die Leichtigkeit, aber auch die Unsicherheit im Umgang miteinander und der Wunsch nach Wärme und Liebe  allerdings sind über alle Grenzen gleich … In seinem personalreichen Roman läßt er auf dem Weg zum guten Ende der Phantasie ein wenig die Zügel schießen und geht etwas zu nachsichtig mit den Dieben um. Das Happy-End aber versieht er geschickt mit einer kleinen Wehmut – und der Möglichkeit, in Hitzacker an der Elbe eine Fortsetzung geschehen zu lassen …“ Christine Tresch schreibt in ihrer Rezension: „Der silberne Jaguar ist auch ein Buch über das Erwachsenwerden unter unterschiedlichen gesellschaftlichen Bedingungen. Und wie fast immer erzählt Hermann Schulz auch hier beiläufig eine Geschichte über Unterdrückung und Widerstand, über das Verhältnis zwischen den Generationen, Verantwortung und erste wirkliche Liebe.“

## Auszeichnungen
Das Buch erhielt im Februar 2008 einen LesePeter.

## Referenzen
Der silberne Jaguar ist in dem literarischen Nachschlagewerk 1001 Kinder- und Jugendbücher – Lies uns, bevor Du erwachsen bist! für die Altersstufe 12+ Jahre enthalten.

## Ausgaben
- Der silberne Jaguar. Carlsen, Hamburg 2007.